# Aston Martin DB7 Vantage Zagato

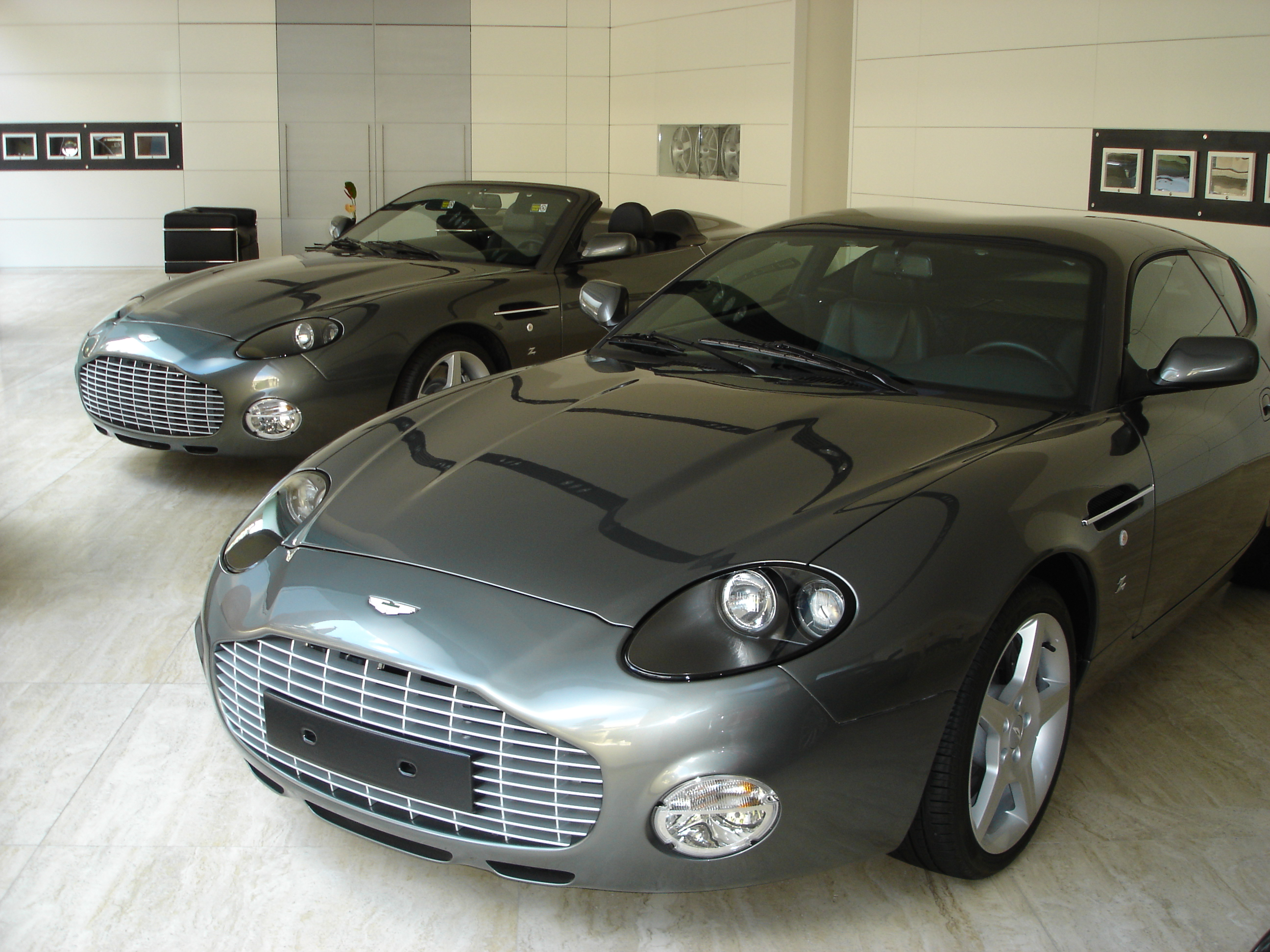
Aston Martin DB7 Vantage Zagato, cupé y descapotable.

El Aston Martin DB7 Vantage Zagato es un gran turismo de edición limitada realizado por Aston Martin y Zagato. Presentado en el Salón del Automóvil de París en septiembre de 2002, el Zagato fue vendido de inmediato. Sólo 99 unidades se vendieron al público, aunque una unidad extra fue producida para el Museo de Aston Martin.
Fue producido en versiones cupé y descapotable (DB7 Vantage Zagato Volante). El DB7 Vantage Zagato cupé fue vendido por un precio base de 250.000 dólares estadounidenses.

## Diseño
El DB7 Vantage Zagato fue diseñado por la empresa carrocera Zagato, siendo basado en una plataforma acortada del DB7 Vantage Volante y construido sobre el chasis acortado de dicho modelo (lo cual no se hizo con el posterior modelo, el Aston Martin DB AR1). Henrik Fisker, que había sido jefe de diseño de Aston Martin, colaboró en el diseño del prototipo del Vantage Zagato (conocido internamente como Georgia), que era muy similar al automóvil de producción. El interior del DB7 Vantage Zagato tiene tapicería de cuero, y venía equipado con elementos decorativos de madera o fibra de carbono en el salpicadero, la consola central y en las puertas.

## Mecánica
Al igual que el DB7 en el que se basa, el DB7 Vantage Zagato es propulsado por un motor V12 de 6 litros y 48 válvulas, con un sistema de escape renovado, y es controlado a través de una caja de cambios manual de 6 velocidades. Su motor produce 440 CV (328 kW) de potencia. El DB7 Vantage Zagato puede alcanzar una velocidad máxima de 300 km/h y puede acelerar de 0 a 100 km/h en menos de 5 segundos. Las estadísticas del DB7 Vantage Zagato no son totalmente disímiles a las del Aston Martin DB9. 

## Apariciones en multimedia
El DB7 Vantage Zagato apareció en el videojuego de 2007 Test Drive Unlimited.
Uno de los modelos AR1 sale en la película Ocean's Twelve (2004) de Steven Soderbergh, conducido por Vincent Cassell

## Especificaciones
| Ficha técnica          | Aston Martin DB7 Vantage Zagato                                                                                                 |
| Motor                  | 12 cilindros en V DOHC a 60°, 4 válvulas por cilindro.                                                                          |
| Cilindrada             | 5935 centímetros cúbicos. |
| Diámetro y carrera     | 89 × 79,5 mm. |
| Alimentación           | Inyección de combustible. |
| Relación de compresión | 10.3:1 |
| Potencia máxima        | 440 CV a 6000 rpm. |
| Par máximo             | 556 Nm a 5000 rpm. |
| Transmisión            | Cambio manual de 6 velocidades.                                                                                                 |
| Ruedas                 | Delanteras: llantas de 18 x 8 pulgadas, neumáticos 245/40 ZR 18. Traseras: llantas de 18 x 9 pulgadas, neumáticos 265/35 ZR 18. |
| Frenos                 | De discos ventilados en todas las ruedas.                                                                                       |
| Velocidad máxima       | 300 km/h (186 mph). |
| Aceleración            | 0 a 100 km/h en 4,9 segundos.                                                                                                   |